# Nebulae
Nebulae je peta superračunalo smješteno u National Supercomputing Centre u Shenzhenu u Kini. Izrađeno je pomoću Intel Xeon X5650 procesora i Nvidia Tesla C2050 grafičkih procesora tzv. GPU i dostiže 1,271 petaflopsa na LINPACK testu. Prema listi Top500 rangirano je kao drugo najbrže računalo u svijetu i najbolje je plasirano kinesko računalo na toj listi ikad.
Prije toga najbrže kinesko računalo na listi Top500 je bilo Tianhe-I, a nalazilo se na petom mjestu.
Nebulae je teoretski najbrže računalo u povijesti jer može dosegnuti 2,9843 petaflopsa, brže i od najbržeg američkog računala Jaguar.